# Баррейренсе
«Баррейре́нсе» (порт. FC Barreirense) — португальский футбольный клуб из города Баррейру в округе Сетубал на юге Португалии. Клуб основан 11 апреля 1911 года, домашние матчи проводит на стадионе «Кампу да Вердерена», вмещающем 1 500 зрителей. В Примейре клуб провёл в общей сложности 24 сезона, лучшим результатом является 4-е место в сезоне 1969/70.

## Достижения
- Кубок Португалии
  - Финалист (2): 1929/30, 1933/34
- Сегунда дивизиу
  - Победитель (7): 1942/43, 1950/51, 1959/60, 1961/62, 1966/67, 1968/69, 2004/05

## Выступления в еврокубках
| Сезон   | Турнир        | Раунд | Страна                     | Клуб            | Счёт     |
| ------- | ------------- | ----- | -------------------------- | --------------- | -------- |
| 1970/71 | Кубок ярмарок | 1Р    | Флаг Югославии (1945—1991) | Динамо (Загреб) | 2:0, 1:6 |

- 1Р — первый раунд